# Jachosze
Jachosze [pronunciación en polaco: /jaˈxɔʂɛ/] es un pueblo en el distrito administrativo de Gmina Biłgoraj, dentro del condado de Biłgoraj, voivodato de Lublin, en el este de Polonia. Se encuentra a unos 13 kilómetros al suroeste de Biłgoraj y 84 kilómetros al sur de la capital regional Lublin.
El pueblo tiene una población de 15 habitantes.